# Chrysops flavipes
Chrysops flavipes is een vliegensoort uit de familie van de dazen (Tabanidae). De wetenschappelijke naam van de soort is voor het eerst geldig gepubliceerd in 1804 door Meigen.